# Голий пістолет 33⅓: Остання образа
«Голий пістолет 33⅓: Остання образа» (англ. The Naked Gun 33⅓: The Final Insult) — американський комедійний кінофільм, останній з серії «Голий пістолет». У цьому кінофільмі крім звичних вже Леслі Нільсена, Прісцилли Преслі та Джорджа Кеннеді, з'являється секс-символ 1990-х — Анна-Ніколь Сміт у ролі Тані Пітерс, коханки головного антигероя Роко Діллона (Фред Ворд). Френк Дребін у виконанні Леслі Нільсена такий же незграбний як і завжди, багато нових жартів і дотепного гумору. У фільмі також брали участь такі відомі особи, як «Дивний Ел» Янковик та Ракель Велч. «33⅓» в назві фільму — швидкість з якою платівка обертається на плеєрі.

## Сюжет
Кінофільм продовжує вже звичні пригоди Френка Дребіна та його загону поліції. Цього разу місце подій знову Лос-Анджелес, де Френк і його команда рятують місто і церемонію нагород «Оскар» від терористичного акту. Цей фільм отримав найгіршу реакцію критиків — вони звертали увагу на слабий сюжет фільму, де основна увага приділялась жартам, а не розробці історії оповідання. Найбільш схвальну реакцію здобула перша сцена кінофільму — сон Френка у якому він захищає президента Клінтона та папу Римського. Цей момент був настільки вдалим — сценаристи жартували, що на цьому самому першому та самому смішному моменті фільму можна було його закінчити і отримати такі ж відгуки від критиків як і при повній версії. Об'єкт пародії цього разу — Академія Кіномистецтв США та «Оскар», на процедурі нагородження якого відбуваються основні події фільму. Разом з першою сценою, пародія нагород «Оскара» стала найпопулярнішою серед глядачів.
На думку багатьох перша сцена фільму найвдаліша і найкумедніша з усіх — це сон Френка Дребіна про те, як він рятує президента Клінтона та папу Римського. Автори фільму зробили цю сцену як пародію на інший відомий кінофільм «Недоторкані» (The Untouchables), де відбувається точно такі ж події з дитиною на сходах залізничного вокзалу, але відсутні президент і папа Римський. Ця сцена, хоч і найкумедніша, логічно ніяк не пов'язана з сюжетом фільму, оскільки Френк вже на пенсії і згадує про своє минуле тільки у снах.
Вдома Френка відвідують його колишні колеги по роботі в поліції Ед та Нордберг і переконують його допомогти їм знешкодити дуже небезпечного терориста Роко Диллона. Посварившись з Френком через небажання мати дітей, Джейн лишає його і він вирішає повернутися на поліцейську роботу. В тюрмі під вигаданим ім'ям «Різа́ка» Мак Герк Френк входить в довіру до злодія і разом з ним тікає з тюрми.
Тим часом Джейн, затуживши за Френком, починає шукати і знаходить його на маєтку злодіїв, де Роко, Таня Пітерс та його мати готують терористичний акт в Лос-Анджелесі. Френк і Джейн разом з терористами вирушають на церемонію нагороди «Оскар», щоб запобігти катастрофі. Але виявляється, що незграбність Френка є чи не найбільшою катастрофою на церемонії нагородження. Френк не тільки руйнує декілька презентацій та втручається в церемонію нагороди, але також бере участь у танцювальних номерах, що кінчається хаосом та руйнуванням всього навколо нього. Кульмінаційним моментом фільму стає двобій Френка і Роко Диллона, під час якого Френк перемагає, а Диллон разом з матір'ю гинуть. Романтична сцена поєднання в коханні Френка і Джен закінчує картину.

## У ролях
- Леслі Нільсен — лейтенант Френк Дребін
- Прісцила Преслі — Джейн Спенсер
- Джордж Кеннеді — капітан Ед Гокен
- О. Дж. Сімпсон — детектив Нордберг
- Фред Ворд — Роко Діллон
- Анна-Ніколь Сміт — Таня Пітерс
- Еллен Грін — Луїза
- Катлін Фріман — Меріель Діллон
- Рей Бірк — Папшмір
- Ед Вільямс — Тед Олсен

### Камео
- Джеймс Ерл Джонс
- Олімпія Дукакіс
- Ракель Велч
- «Дивний Ел» Янковик
- Мері Лу Реттон
- Елліотт Ґулд
- Рональд Лі Ермі